# Riiser-Larsens shelfis

Lägeskarta över Riiser-Larsen shelfis.

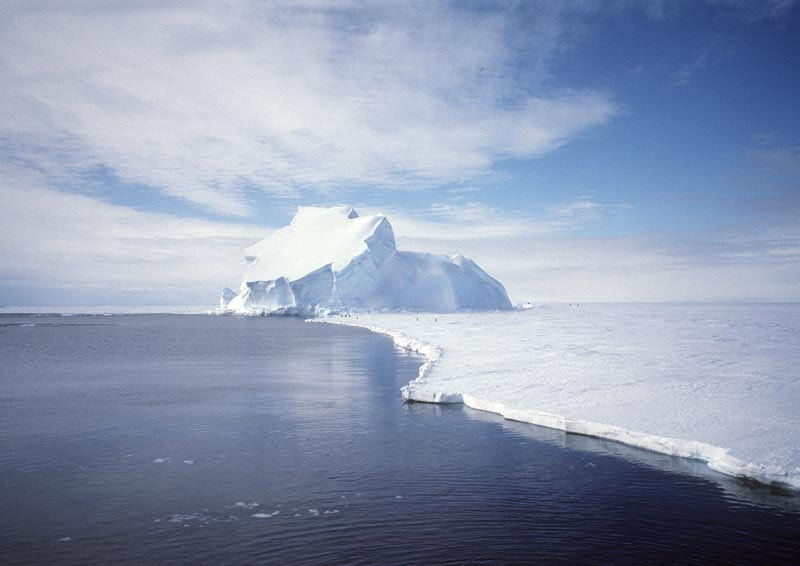
Riiser-Larsen shelfis.

Riiser-Larsens shelfis (engelska: Riiser-Larsen Ice Shelf, norska: Riiser-Larsenisen) är ett shelfisområde i östra Antarktis, i Dronning Maud Land. Området är den femte största shelfisen i Antarktis.

## Geografi
Riiser-Larsens shelfis ligger i Östantarktis vid Weddellhavets östra del mellan Caird Coast i Coats land och Kronprinsesse Märtha Kyst i Dronning Maud Land. Området har en sammanlagd yta på cirka 48 180 km² med en längd på cirka 400 km. Shelfisen sträcker sig mellan cirka 72° 40' S till 74° 25' S och 16° 00' V till 20° 00' V.
Området matas på med is av bl.a. Stancomb-Willsglaciären och Enduranceglaciären.

## Historia
Riiser-Larsen-shelfisen siktades redan 1904 av Scotiaexpeditionen under ledning av William Speirs Bruce.
Området siktade även av Ernest Shackleton 1915 och av Hjalmar Riiser-Larsen 1930.
Riiser-Larsens shelfis utforskades och kartlades 1949–1952 av den Norsk-brittisk-svenska Antarktisexpeditionen och 1956–1965 av den Norska Antarktisexpeditionen. Området namngavs efter norske polarforskaren Hjalmar Riiser-Larsen.
Delar av området kartlades från luften även åren 1967–1969 under Operation Deep Freeze under ledning av USA:s flotta.
1970 fastställdes det nuvarande namnet av amerikanska Advisory Committee on Antarctic Names (US-ACAN, en enhet inom United States Geological Survey).